# Derambila niphosphaeras
Derambila niphosphaeras là một loài bướm đêm trong họ Geometridae.